# Nelson Mandela Museum

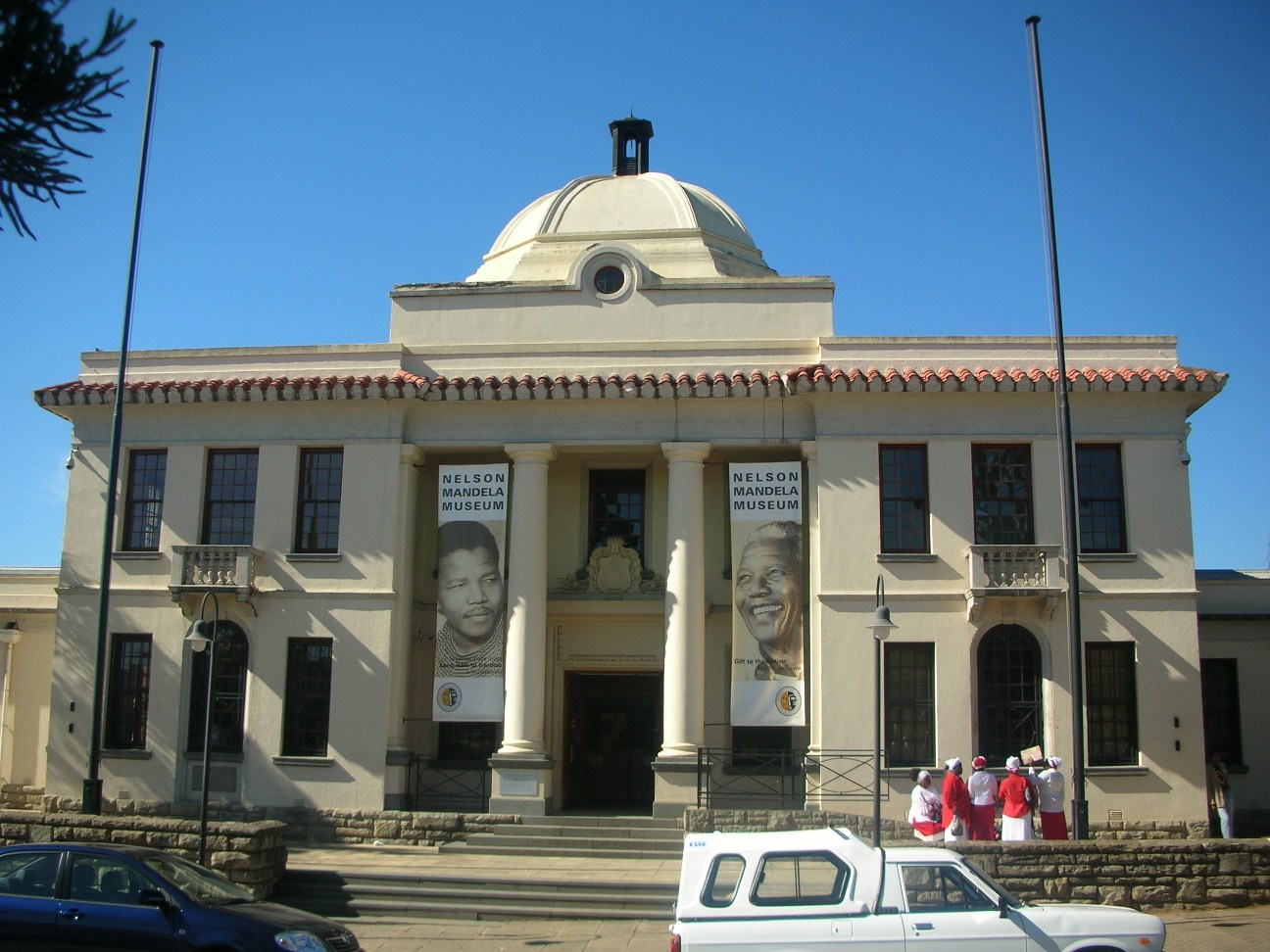
Das Bhunya Building in Mthatha, größter Standort des Museums

Das Nelson Mandela Museum ist ein Museum in der südafrikanischen Provinz Ostkap (Eastern Cape), das dem Widerstandskämpfer und Präsidenten Nelson Mandela (1918–2013) gewidmet ist. Es hat drei Standorte, die einen Bezug zur Biografie Mandelas haben. Das 1997 als Museum eröffnete Mandela House in Soweto, ein ehemaliges Wohnhaus Mandelas, gehört nicht zum Nelson Mandela Museum.

## Geschichte
Das Museum wurde in Anwesenheit Mandelas am 11. Februar 2000 eröffnet, dem zehnten Jahrestag der Freilassung Mandelas nach langer Haft.

## Standorte
Die drei Standorte liegen in geringer Entfernung voneinander in der ehemaligen Transkei. Qunu war das Dorf, in dem Mandela einen großen Teil seiner Jugend verbracht hat. Dort ist das Youth and Heritage Centre untergebracht. Außerdem gibt es Wechselausstellungen, zum Beispiel über Mandelas Gespräche mit Albert Luthuli oder ein Vergleich der Rezeption Mandelas mit der von Rosa Parks, sowie ein museumspädagogisches Angebot. Dem Museum obliegt die Bewahrung historischer Stätten wie dem früheren Wohnhaus Mandelas und den Ruinen der Schule, die er besuchte. (31° 46′ 57″ S, 28° 36′ 47″ O)
In Mvezo, Mandelas Geburtsort, gibt es ebenfalls ein Ausstellungsgebäude, das jedoch geschlossen ist (31° 57′ 47″ S, 28° 29′ 15″ O). Die größte Niederlassung des Museums befindet sich in Mthatha. Im dortigen Bhunya Building, dem ehemaligen Parlamentsgebäude der Transkei, werden Geschenke ausgestellt, die Mandela als Politiker erhalten hat. Auch dort werden wechselnde Ausstellungen gezeigt. (31° 35′ 32″ S, 28° 47′ 14″ O)